# Tekenen en indiciën
Tekenen en Indiciën zijn een bewijsmiddel in de Belgische personenbelasting, door de fiscus gebruikt als bewijs van een betere levensstandaard dan in de aangifte van de personenbelasting wordt vermeld. Tekenen en indiciën worden geregeld in artikel 341 van het Wetboek van de Inkomstenbelastingen van 1992.
De fiscus zal de in de aangifte aangegeven inkomsten vergelijken met de uitgaven. Indien de uitgaven merkelijk hoger liggen dan de inkomsten, geldt er een weerlegbaar wettelijk vermoeden dat het verschil tussen het inkomen en de uitgaven werd gefinancierd met inkomen dat niet werd aangegeven, maar wel belastbaar is. De fiscus kan dit verschil dus belasten.
Met de tekenen en indiciën worden onder andere bedoeld:
- aangaan van belangrijke aankopen (bijvoorbeeld: auto, onroerend goed);
- aangaan van beleggingen en investeringen (bijvoorbeeld: aankoop van aandelen op de beurs);
- toestaan van leningen;
- toename van de persoonlijke rekening-courant van de belastingplichtige bij een vennootschap.

De belastingplichtige kan het tegenbewijs leveren door te bewijzen dat hij deze betere levensstandaard op rechtmatige wijze heeft verkregen, of te bewijzen dat de beweringen van de fiscus niet kloppen of willekeurig zijn. Hij moet niet bewijzen dat deze inkomsten werden aangewend om de levensstandaard te financieren. Slaagt de belastingplichtige er niet in om het tegenbewijs te leveren, dan is een belastingverhoging nodig wegens onjuiste aangifte en een navordering van de verschuldigde belasting.
Voorbeelden van financieringsbronnen:
- niet-belastbare inkomsten (bijvoorbeeld winnen van de loterij, ontvangst van een erfenis)
- aangaan van een lening
- vroegere spaarmogelijkheden